# Vira Vovk
Vira Ostapivna Selianska (en ukrainien : Ві́ра Оста́півна Селя́нська), de son nom de plume Vira Vovk (en ukrainien : Ві́ра Вовк), née le 2 janvier 1926 à Boryslav et morte le 16 juillet 2022 à Rio de Janeiro, est une enseignante, écrivaine, poétesse et traductrice  ukrainienne.
Elle écrit en ukrainien, allemand et portugais. Elle contribue à diffuser la culture et la langue ukrainiennes.

## Biographie
Vira Ostapivna Selianska est née à Boryslav le 2 janvier 1926. Elle grandit à Kouty, où son père Ostap Seliansky travaille comme médecin, et à Tioudiv (de), où son grand-père est prêtre,.
Elle suit l'enseignement secondaire à Lviv et à Dresde. Elle étudie la philologie germanique, l'histoire de la musique et la littérature comparée à l'université de Tübingen,. Après la mort de son père dans un bombardement à Dresde, elle émigre en 1945 avec sa mère au Portugal et, en 1949, au Brésil. Elle termine ses études universitaires à Rio de Janeiro. Elle fait ensuite des études post-universitaires à l'université Columbia (New York) et à l'université de Munich.
Vira Vovk obtient un doctorat en 1950 à l'université pontificale catholique de Rio de Janeiro où elle travaille ensuite comme maîtresse de conférences et, en 1968-1980, professeure de littérature comparée. À partir de 1980, elle enseigne à l'université fédérale de Rio de Janeiro.
Vira Vovk écrit surtout de la poésie, mais aussi de la prose et du théâtre et fait de nombreuses traductions.

### Poésie et prose
Vira Vovk publie treize recueils de poésie de 1954 à 2000. Son style poétique, initialement peu sophistiqué, adopte par la suite des vers libres très complexes et rythmés. Deux grands thèmes traversent sa poésie, la géographie exotique et la mystique religieuse. L'intérêt pour le mysticisme se retrouve dans son œuvre en prose. Elle publie également des œuvres bilingues en prose.
À partir des années 1970, Vira Vovk publie des ouvrages illustrés par des artistes ukrainiens comme Zoia Lisovska, Halyna Sévrouk ou Mykhailo Dzyndra, et par ses propres papiers découpés,.

#### Traductions
Vira Vovk fait aussi de nombreuses traductions d'écrivains occidentaux en ukrainien, et d'écrivains ukrainiens en portugais et en allemand.
Dès 1959, elle traduit en portugais une anthologie de la littérature ukrainienne, Antologia da Literatura Ucraina, qui est suivie de plusieurs anthologies d'histoires et de contes populaires ukrainiens (Lendas Ucranianas en 1959, A Canoa no mar en 1972, Galos bordados en 1972, Contos populares ucranianos en 1983). Elle est responsable d'une édition spéciale de classiques ukrainiens tels que des œuvres de Grigori Skovoroda (1978), Taras Chevtchenko (1980), Ivan Franko (1981), Vassyl Stefanyk (1982) et Lessia Oukraïnka (1983),.
Une anthologie annotée de poésie portugaise et brésilienne moderne, Zelene vyno, paraît en 1964. Elle collabore également à une anthologie de la poésie québécoise (1972) et à des traductions de Federico García Lorca avec Wolfram Burghardt, Hryhorii Kochur et d'autres. Elle traduit aussi en ukrainien à partir, notamment, du français, de l'italien, du roumain, du macédonien, de l'anglais ancien, des auteurs comme Pablo Neruda, Paul Claudel, Rabindranath Tagore,…
Plus tard, dans les années 1990, elle publie la série Pysanky, comprenant une riche sélection de poètes ukrainiens modernes, ainsi que la prose de Valéri Chevtchouk. Les livres sont souvent publiés aux frais du traducteur.
Depuis 1959, Vira Vovk est associée au New York Group of poets.

### Mort
Vira Vovk meurt le 16 juillet 2022 à Rio de Janeiro au Brésil à l'âge de 96 ans.

## Distinctions
- 1957, 1979, 1982, 1990 : prix littéraire Ivan Franko
- 2000 : prix Blahoviste en 2000
- 2008 : prix national ukrainien Taras-Chevtchenko[1] pour les livres Стихотворения (Poèmes, 2000), Проза (Prose, 2001), Воспоминания (Mémoires, 2003), Седьмая печать (Le septième sceau, 2005), Ромен-зелье (2007) et ses et traductions d'œuvres de la littérature ukrainienne en portugais[7]
- 2012 : prix Ivan Koshelivets
- 2003 : ordre de la princesse Olga
- 2013 : prix « Glodo Treasure », avec Lida Paliy